# Tavelsjövägen

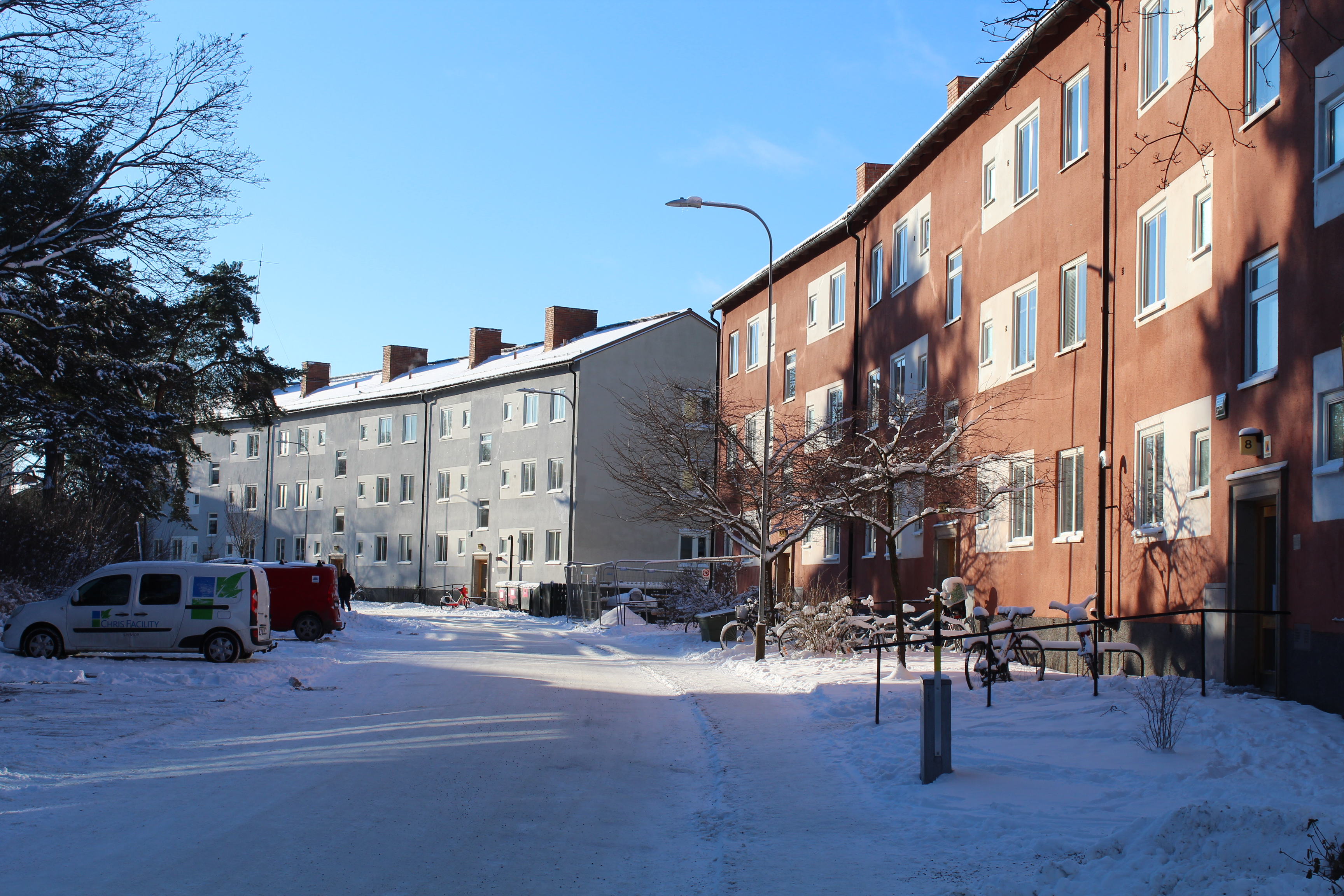
Tavelsjövägen i januari 2021.

Tavelsjövägen är en gata i stadsdelen Årsta i Söderort inom Stockholms kommun. Gatan är en återvändsgata som börjar i korsningen med Svärdlångsvägen/Årstavägen. Tavelsjövägen namngavs 1951 och ingår i kategorin gatunamn sjöar och vikar. Namnet kommer från en sjö i Umeå kommun i Västerbotten vid namn Tavelsjön. Längden på gatan är cirka 270 meter.